# Kai Abruszat

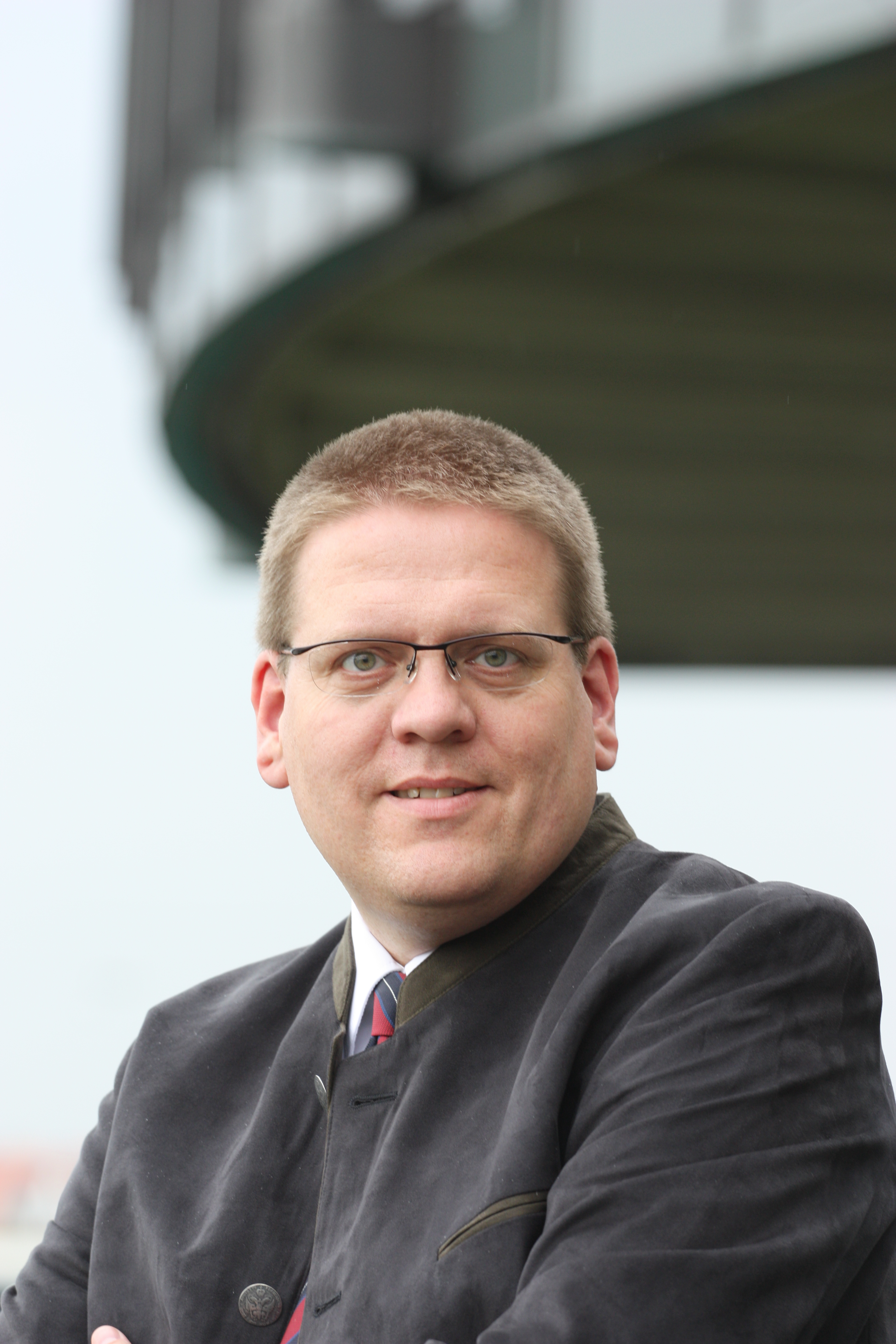
Kai Abruszat (2011)

Kai Abruszat (* 23. Juli 1969 in Minden) ist ein deutscher Politiker (FDP), Autor und Schlagersänger. Er zog 2010 und 2012 über die FDP-Landesliste in den Landtag Nordrhein-Westfalen ein. Am 13. September 2015 wurde Abruszat zum Bürgermeister der Gemeinde Stemwede gewählt.

## Leben
Abruszat machte sein Abitur 1988 am Ratsgymnasium in Minden. Anschließend absolvierte er seinen Grundwehrdienst beim Pionierbataillon Minden. Ab 1989 studierte Abruszat Jura an der Westfälischen Wilhelms-Universität in Münster und absolvierte anschließend (1994 bis 1996) sein Rechtsreferendariat am Landgericht Bielefeld, das er mit der 2. juristische Staatsprüfung abschloss. Nachdem er zunächst als Rechtsanwalt tätig gewesen war, wurde er 2001 bei der Stadt Porta Westfalica zum 1. Beigeordneten gewählt. 2003 wurde ihm in dieser Funktion durch den Bürgermeister der Stadt Porta Westfalica wegen der Belästigung mehrerer Mitarbeiterinnen ein disziplinarrechtlicher Verweis erteilt. Zwar gelang ihm 2009 hier die Wiederwahl, der Vorgang verhinderte jedoch eine 2007 angedachte Ernennung Abruszats zum Kreisdirektor des Kreises Minden-Lübbecke. Abruszat ist verheiratet und hat zwei Kinder. Eins davon ist Felix Abruszat, der selbst kommunalpolitisch aktiv ist.

## Politik
Abruszat ist seit 2005 Mitglied im Präsidium des Städte- und Gemeindebundes NRW und im Regionalrat bei der Bezirksregierung Detmold. Er ist Vorsitzender des FDP-Kreisverbandes Minden-Lübbecke und Mitglied des Landesvorstandes der FDP in Nordrhein-Westfalen. Bei der Landtagswahl in Nordrhein-Westfalen 2010 kandidierte er als Direktkandidat im Landtagswahlkreis Minden-Lübbecke II. Er unterlag gegen Inge Howe (SPD), wurde jedoch über die Landesliste der FDP zum Abgeordneten des Landtags von Nordrhein-Westfalen gewählt. In der 15. Wahlperiode war er stellvertretender Vorsitzender des Innenausschusses des Landtags und Vorsitzender der Vollzugskommission des Rechtsausschusses.
Nach der Auflösung des Landtages kandidierte Abruszat bei der folgenden Neuwahl am 13. Mai 2012 erneut als Direktkandidat im Landtagswahlkreis Minden-Lübbecke II und wurde wiederum über die Landesliste zum Abgeordneten des Landtags von Nordrhein-Westfalen gewählt. In der 16. Wahlperiode war er Sprecher der FDP-Fraktion im Ausschuss für Kommunalpolitik und im Ausschuss für Haushaltskontrolle und zugleich auch stellvertretender Vorsitzender des Haushaltskontrollausschusses.
Abruszat war Mitglied der 14. und 15. Bundesversammlung, die den Bundespräsidenten der Bundesrepublik Deutschland wählt.
Abruszat gewann als Kandidat der FDP und der CDU in der Gemeinde Stemwede die Bürgermeisterwahl am 13. September 2015 im ersten Wahlgang mit 56,8 Prozent der Stimmen und legte am 7. November 2015 sein Landtagsmandat nieder. Bei der Kommunalwahl am 13. September 2020 wurde er ohne Gegenkandidat mit 90,40 % der Stimmen im ersten Wahlgang wiedergewählt.

### Internationale Beziehungen
Kai Abruszat pflegte in seiner politischen Laufbahn auch internationale Kontakte. Im Jahr 2014 reiste er nach Seoul, um im Rahmen eines internationalen Austauschs über die kommunale Selbstverwaltung und die politischen Strategien der Gemeinde Stemwede zu sprechen. Seine Rede thematisierte die Herausforderungen und Chancen kommunaler Politik und betonte die Bedeutung interkulturellen Dialogs.
Beim Neujahrsempfang in Lardy überreichte Bürgermeister Kai Abruszat ein Gemälde als Gastgeschenk, während Lardys Bürgermeisterin Dominique Bougraud eine Friedensglocke übergab. Die Delegation betonte die Bedeutung der deutsch-französischen Freundschaft.

### Einladung an Markus Söder
Als Bürgermeister der Gemeinde Stemwede lud Kai Abruszat Bayerns Ministerpräsident Markus Söder humorvoll zu einem Besuch ein, nachdem Söder den Westen Deutschlands als Urlaubsziel ausgeschlossen hatte. In einem Brief hob Abruszat historische und touristische Highlights seiner Region hervor, erinnerte an Franz Josef Strauß’ Besuch und fügte Biergläser als Gruß bei. Die Einladung solle zeigen: „Der Westen ist da doch dabei.“

## Musikalische Karriere
Abruszat ist neben seinen weiteren Tätigkeiten auch für sein Gesangstalent bekannt. Er ist vor allem in den Genres Volksmusik und Pop-Schlager aktiv. Regelmäßig gibt er Konzerte in seiner Heimatgemeinde Stemwede. Im Jahr 2020 veröffentlichte er gemeinsam mit Frank Haberbosch, dem Bürgermeister von Lübbecke, eine Weihnachts-CD mit dem Titel Lass es schnei’n. Diese CD erzielte im Erscheinungsmonat höhere Verkaufszahlen als Veröffentlichungen von Helene Fischer. Im Jahr 2021 folgte ein Musikvideo zu seinem Cover des Liedes Weißer Winterwald.
Bei der jährlichen Gedenkfeier zu Ehren des Unternehmer-Ehepaares Dr. Jürgen und Irmgard Ulderup in Haldem sang Bürgermeister Kai Abruszat im Jahr 2018 zwei italienische Lieder. Die Veranstaltung in der Ulderup-Villa, organisiert von der Chorgemeinschaft Haldem-Rahden und Solisten, würdigte das Lebenswerk der Stifter, die die Region nachhaltig prägten.
Im Jahr 2024 wirkte er an Michael Backs Projekt Der supercoole Adventskalender 2024 mit und gestaltete das 24. Türchen, indem er das Lied „So eine Liebe gibt es einmal nur“ von James Last interpretierte.

## Ehrenamt
Abruszat ist seit 2014 ehrenamtlicher Vorstandsvorsitzender der Vereinigung Liberaler Kommunalpolitiker e. V. (VLK) in Nordrhein-Westfalen. In der kommunalpolitischen Vereinigung sind über 1000 liberale Mandatsträger organisiert. Die Geschäftsstelle des Verbandes ist in der Landeshauptstadt Düsseldorf.
Im Oktober 2021 wurde Abruszat auch zum Bundesvorsitzenden der Vereinigung liberaler Kommunalpolitiker von den Delegierten der 16 Landesverbände bei der Bundesdelegiertenversammlung in Hanover mit über 95 % gewählt. Durch dieses Amt wurde er zudem in den Bundesvorstand der Freien Demokratischen Partei kooptiert.
Abruszat ist Vizepräsident des nordrhein-westfälischen Städte und Gemeindebund sowie Mitglied des Hauptausschusses des deutschen Städte und Gemeindebundes.
Seit 2020 ist er Mitglied der Landschaftsversammlung des Landschaftsverbandes Westfalen-Lippe und seit 2021 stellvertretender Vorsitzender der Landschaftsversammlung des Landschaftsverbandes Westfalen-Lippe.

## Veröffentlichungen
- Fachzeitschrift „Der Gemeindehaushalt“ (Fachzeitschrift für das kommunale Haushalts- und Wirtschaftsrecht, das Kassen-, Rechnungs- und Prüfungswesen sowie das gesamte kommunale Abgabenrecht) 13. Jahrgang, Oktober 2012 (Verlag W. Kohlhammer) „Kommunalfinanzen 2012 – zur aktuellen Verschuldungslage der Städte und Gemeinden in NRW“ (Kai Abruszat und Dr. Tobias Brocke)
- Fachzeitschrift „Der Gemeindehaushalt“ (Fachzeitschrift für das kommunale Haushalts- und Wirtschaftsrecht, das Kassen-, Rechnungs- und Prüfungswesen sowie das gesamte kommunale Abgabenrecht)  15. Jahrgang, August 2014 (Verlag W. Kohlhammer) „Kommunalverschuldung in NRW 2014“ (Kai Abruszat und Dr. Tobias Brocke)
- „Der Gemeinderat“ („Das unabhängige Magazin für die kommunale Praxis“), 1/2013, „Der Druck steigt weiter“ (Serie zum Thema Gemeindefinanzen), Kai Abruszat und Dr. Tobias Brocke
- „Der Gemeinderat“ („Das unabhängige Magazin für die kommunale Praxis“), 2/2013, „Haushalte im Schatten“ (Serie zum Thema Gemeindefinanzen), Kai Abruszat und Dr. Tobias Brocke
- „Kommunalrating – Solidarität und Subsidiarität“ Kai Abruszat in „Kommunalrating“ („Finanzierung in Städten und Gemeinden sichern“). Herausgeber: Oliver Everling, 1. Auflage 2013, 2. Auflage 2015 ISBN 978-3-86556-445-0
- „Handbuch für Kommunalpolitiker in NRW“ (Textsammlung für die Praxis zur Kommunalwahlperiode 2020 – 2025), Abruszat/vom Berg (Herausgeber) Vereinigung Liberaler Kommunalpolitiker in NRW e. V. Kommunal- und Schul-Verlag GmbH & Co. KG ISBN 978-3-8293-1624-8